# Haikaiss
Haikaiss é um grupo  de hip hop formado em São Paulo no ano de 2006. É composta por SPVic, Spinardi, Pedro Qualy e DJ RM. Com 16 anos de carreira, é considerado um dos maiores grupos de rap do Brasil.

## Carreira
Haikaiss foi fundada em 2006 em São Paulo, sendo formada por Spvic, Spinardi e Ursso. Em 2008, com a saída de Ursso, Qualy e DJ Sleep entraram para o grupo. Com 15 anos de carreira, o grupo possui cinco álbuns, todos os produzidos pela sua própria gravadora Ésseponto Records, como: "Incognito Orchestra" (2010), "Perfil" (2011), "Cortesia da Casa, Vol 2" (2012), "Fotografia de um Instante, Vol 1 & 2" (2014), "Teto Baixo" (2017) e "Aquário" (2020).
Em março de 2017, lançaram o single "Raplord", música que esteve entre as mais tocadas dos streamings de música do país, se tornando uma das faixas de maior sucesso do grupo, entrando para a trilha sonora do game internacional Need for Speed: Payback. O sucesso foi tanto, que levou o grupo do YouTube para grandes emissoras de Televisão e apresentações no Planeta Atlântida e Lollapalooza de 2017 para representar o rap nacional. Em junho de 2019, o grupo assinou com a gravadora Som Livre.
Em 26 de agosto de 2023, durante um show da banda em São Carlos, interior de São Paulo, o vocalista Spinardi agrediu com socos um dos espectadores do evento. 

## Discografia
| Álbuns                    | Detalhes |
| ------------------------- | --- |
| Incognito Orchestra       | - Lançamento: 10 de dezembro de 2010 - Formato: CD, download digital, streaming - Gravadora: Ésseponto Records |
| Perfil                    | - Lançamento: 29 de julho de 2011 - Formato: CD, download digital, streaming - Gravadora: Ésseponto Records    |
| Cortesia da Casa          | - Lançamento: 10 de agosto de 2012 - Formato: CD, download digital, streaming - Gravadora: Ésseponto Records   |
| Fotografia de um Instante | - Lançamento: 15 de dezembro de 2014 - Formato: CD, download digital, streaming - Gravadora: Ésseponto Records |
| Teto Baixo                | - Lançamento: 24 de março de 2017 - Formato: CD, download digital, streaming - Gravadora: Ésseponto Records    |
| Aquário                   | - Lançamento: 17 de abril de 2020 - Formato: CD, download digital, streaming - Gravadora: Som Livre            |

### Singles

#### Como artista principal
| Título                                                 | Ano  | Certificações | Álbum                         |
| ------------------------------------------------------ | ---- | ------------- | ----------------------------- |
| "Existência"                                           | 2012 |               | Incognito Orchestra           |
| "Linhas Tortas" (part. Shaw)                           | 2013 |               | Fotografia de um Instante     |
| "Bosque Das Ilusões" (part. Jamés Ventura)             | 2014 |               | Cortesia da Casa              |
| "Célula do Monstro"                                    | 2014 |               |                               |
| "4e21"                                                 | 2015 |               | Fotografia de um Instante     |
| "Matéria Escura"                                       | 2015 |               |                               |
| "I à mnsoni a"                                         | 2016 |               | Fotografia de um Instante     |
| "A Praga"                                              | 2016 |               | Teto Baixo                    |
| "A Prova"                                              | 2016 |               | Fotografia de um Instante     |
| "O Amanhecer"                                          | 2016 |               | Fotografia de um Instante     |
| "Relaxa" (part. Ursso e Cortesia da Casa)              | 2016 |               | Fotografia de um Instante     |
| "Ouro Raro"                                            | 2017 |               | Teto Baixo                    |
| "Rap Lord" (part. Jonas Bento)                         | 2017 |               | Teto Baixo                    |
| "Isso Que Me Resta"                                    | 2018 |               |                               |
| "Estátuas de Sal" (part. Síntese)                      | 2018 |               |                               |
| "Pimenta" (part. Cortesia da Casa e Rincon Sapiência)  | 2018 |               |                               |
| "Não Vou Morrer de Ficar Rico" (part. MC Lan e Ojuara) | 2018 |               | Não adicionado à nenhum álbum |
| "Placa Berrada" (part. Diomedes Chinaski)              | 2019 |               | Não adicionado à nenhum álbum |
| "Vírgulas e Pontos"                                    | 2019 |               | Não adicionado à nenhum álbum |
| "Má-Temática"                                          | 2019 | - : PMB: Ouro | Aquário                       |
| "Gangorra"                                             | 2019 |               | Aquário                       |
| "Pra Te Convencer" (part. Projota)                     | 2020 |               | Aquário                       |

#### Como artista convidado
| Título                                        | Ano  | Certificações    | Álbum                         |
| --------------------------------------------- | ---- | ---------------- | ----------------------------- |
| "Pouca Pausa" (Clau part. Haikaiss)           | 2018 | - : PMB: Platina | Não adicionado à nenhum álbum |
| "Irmão DQbrada"!" (Costa Gold part. Haikaiss) | 2019 | - : PMB: Platina | Não adicionado à nenhum álbum |

## Prêmios & Indicações
| Ano  | Prêmio                | Categoria   | Indicação                     | Resultado |
| ---- | --------------------- | ----------- | ----------------------------- | --------- |
| 2018 | MTV Millennial Awards | Beat BR     | "Uma Noite à Toa" (com 1Kilo) | Indicado  |
| 2019 | MTV Millennial Awards | Feat do Ano | "Pouca Pausa" (com Clau)      | Indicado  |